# بخش وارن (شهرستان ترامپول، اوهایو)
بخش وارن (به انگلیسی: Warren Township) یک منطقهٔ مسکونی در ایالات متحده آمریکا است که در شهرستان ترامبل، اوهایو واقع شده‌است.
 بخش وارن ۳۷٫۷ کیلومتر مربع مساحت و ۷٬۸۱۷ نفر جمعیت دارد و ۲۷۲ متر بالاتر از سطح دریا واقع شده‌است.